# Anastas Benderev

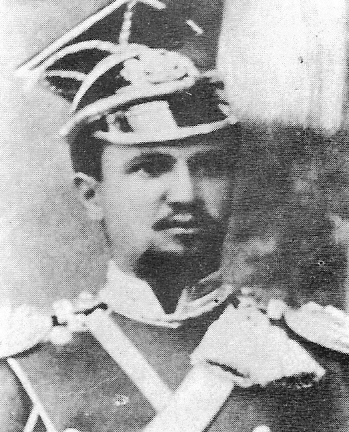
Anastas Benderev

Anastas Georgiev Benderev (Анастас Георгиев Бендерев), född 25 mars 1859 i Gorna Orjachovitsa vid Tărnovo, död 17 november 1946 i Sofia i Bulgarien, var en bulgarisk och rysk officer. 
Bendrev deltog med utmärkelse i serbisk-bulgariska kriget 1885, då han i slaget vid Slivnitza anförde högra flygeln. Missnöjd över utebliven befordran, blev han en av ledarna för sammansvärjningen mot furst Alexander 1886, fängslades efter dess hastiga undertryckande, men blev samma år på Rysslands fordran frigiven och ingick sedan i ryska armén, där han avancerade till generallöjtnant. Han återvände till Bulgarien 1919.